# Letnisko Nowy Jadów

Letnisko Nowy Jadów (prononciation : [ˈlɛtˈnisko-nɔvɨ ˈjaduf]) est un village polonais de la gmina de Jadów dans le powiat de Wołomin de la voïvodie de Mazovie dans le centre-est de la Pologne.
Le village possède une population de 294 habitants en 2010.

## Histoire
De 1975 à 1998, le village appartenait administrativement à la voïvodie de Siedlce.